# Municipio de Hemlock
El municipio de Hemlock (en inglés: Hemlock Township) es un municipio ubicado en el condado de Columbia en el estado estadounidense de Pensilvania. En el año 2000 tenía una población de 1874 habitantes y una densidad poblacional de 41,1 personas por km².

## Geografía
El municipio de Hemlock se encuentra ubicado en las coordenadas 41°01′30″N 76°31′29″O / 41.02500, -76.52472.

## Demografía
Según la Oficina del Censo en 2000 los ingresos medios por hogar en la localidad eran de $42 292 y los ingresos medios por familia eran de $49 097. Los hombres tenían unos ingresos medios de $33 229 frente a los $23 750 para las mujeres. La renta per cápita de la localidad era de $21 125. Alrededor del 5,6% de la población estaba por debajo del umbral de pobreza.